# Resolutie 1104 Veiligheidsraad Verenigde Naties
Resolutie 1104 van de Veiligheidsraad van de Verenigde Naties werd unaniem door de Veiligheidsraad van de Verenigde Naties aangenomen op 8 april 1997.

## Achtergrond
In 1980 overleed de Joegoslavische leider Tito, die decennialang de bindende kracht was geweest tussen de zes deelstaten van het land. Na zijn dood kende het nationalisme een sterke opmars en in 1991 verklaarde Bosnië en Herzegovina zich onafhankelijk. De Servische minderheid in het land kwam hiertegen in opstand en begon een burgeroorlog, waarbij ze probeerden de Bosnische volkeren te scheiden. Tijdens die oorlog vonden massamoorden plaats waarbij tienduizenden mensen omkwamen. In 1993 werd het Joegoslavië-tribunaal opgericht, dat de oorlogsmisdaden die hadden plaatsgevonden moest berechten.

## Inhoud
De Veiligheidsraad:
- Herinnert aan de resoluties 808 en 827.
- Overwoog de nominaties voor rechter van het Internationaal Straftribunaal voor Voormalig Joegoslavië die de secretaris-generaal ontving.
- Stuurt volgende nominaties in overeenstemming met artikel °13 (d) van het Statuut van het tribunaal door naar de Algemene Vergadering:

- Masoud Mohamed Al-Amri
- George Randolph Tissa Dias Bandaranayake
- Antonio Cassese
- Babiker Zain Elabideen Elbashir
- Saad Saood Jan
- Claude Jorda
- Adolphus Karibi-Whyte
- Richard May
- Gabrielle Kirk McDonald

- Florence Mumba
- Rafael Nieto Navia
- Daniel David Ntanda Nsereko
- Elizabeth Odio Benito
- Fouad Riad
- Almiro Simtes Rodrigues
- Mohamed Shahabuddeen
- Jan Skupinski
- Wang Tieya
- Lal Chand Vohrah

## Verwante resoluties
- Resolutie 1093 Veiligheidsraad Verenigde Naties
- Resolutie 1103 Veiligheidsraad Verenigde Naties
- Resolutie 1105 Veiligheidsraad Verenigde Naties
- Resolutie 1107 Veiligheidsraad Verenigde Naties

Lijst ·  1093 ·  1094 ·  1095 ·  1096 ·  1097 ·  1098 ·  1099 ·  1100 ·  1101 ·  1102 ·  1103 ·  1104 ·  1105 ·  1106 ·  1107 ·  1108 ·  1109 ·  1110 ·  1111 ·  1112 ·  1113 ·  1114 ·  1115 ·  1116 ·  1117 ·  1118 ·  1119 ·  1120 ·  1121 ·  1122 ·  1123 ·  1124 ·  1125 ·  1126 ·  1127 ·  1128 ·  1129 ·  1130 ·  1131 ·  1132 ·  1133 ·  1134 ·  1135 ·  1136 ·  1137 ·  1138 ·  1139 ·  1140 ·  1141 ·  1142 ·  1143 ·  1144 ·  1145 ·  1146